# شهرستان کابل (ویرجینیای غربی)
شهرستان کابل، ویرجینیای غربی (به انگلیسی: Cabell County, West Virginia) یک سکونتگاه مسکونی در ایالات متحده آمریکا است که در ویرجینیای غربی واقع شده‌است.

## خصوصیات
شهرستان کابل ۷۴۵٫۹۲ کیلومترمربع مساحت دارد.